# 目黒区立第三中学校
目黒区立第三中学校（めぐろくりつ だいさんちゅうがっこう）は、東京都目黒区に1947年（昭和22年）から2015年（平成27年）まであった公立中学校。所在地は目黒区下目黒三丁目23番18号。

## 概要
- 昭和22年5月5日開校。
- 1991年に体育館、1993年に新校舎が完成し、区内の公立学校では比較的新しい校舎である。体育館の上にあるプールは屋根が開閉式となっている。
- 特別支援学級「F組」が設置されていた。
- スクールカラーは緑。
- 平成27年3月31日に閉校し、下目黒六丁目の目黒区立第四中学校と統合して目黒区立大鳥中学校となった。